# Lippe-Detmold, eine wunderschöne Stadt

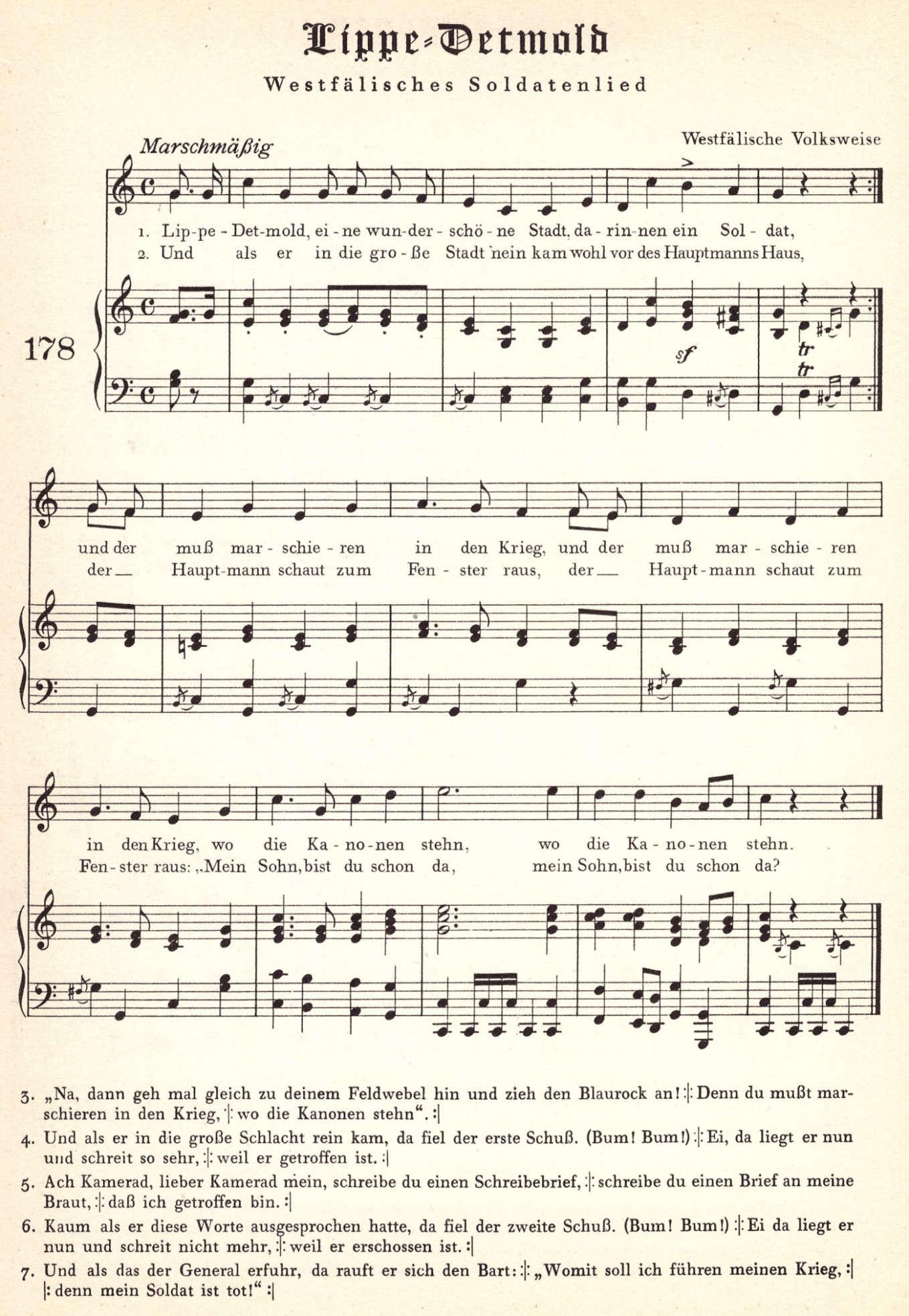
Lippe-Detmold, eine wunderschöne Stadt, Edition von Max Friedlaender (um 1920)

Lippe-Detmold, eine wunderschöne Stadt ist ein tragikomisches Soldatenlied unbekannten Ursprungs.

## Geschichte
Das Lied wird vielfach mit den napoleonischen Kriegen, speziell mit der Schlacht bei Preußisch Eylau (1807) in Verbindung gebracht. Als frühester Beleg dafür gilt die Textfassung Preusch-Eilau ist ’ne schöne Stadt, die 1842 durch Rudolf Reusch überliefert ist. Es sind etwa 60 Fassungen mit wechselnden Ortsnennungen dokumentiert, etwa Groß Glogau ist eine schöne Stadt (1875), Berlin ist eine wunderschöne Stadt (1892), Hannover (1892), Swinemünde, Kaiserslautern, Schleswig, Warschau und Zu Breslau.
Als ältester Hinweis auf die Textfassung Lippe-Detmold gilt eine Erinnerung des Dichters Friedrich Wienke (1863–1930), der das Lied in seinen jungen Jahren um 1880 kennengelernt haben will. In einem Roman aus dem Jahr 1888 ist diese Fassung als „alte[s], wohlbekannte[s] Lied“ zitiert. Ein volkskundlicher Aufsatz von 1893 sieht das Lied als eine Variante des Soldatenlieds O Straßburg, o Straßburg, du wunderschöne Stadt. Im Deutschen Liederhort (1893) fehlt das Lied. Max Friedlaender schreibt im Kommentarteil seines Deutschen Liederschatzes (um 1920), es sei „erst in den letzten Jahrzehnten bekannt geworden“, also nicht lange vor 1900. Als Herkunftsregion von Text und Melodie gibt Friedlaender Westfalen an. Seit der 10. Auflage 1913 steht es im Zupfgeigenhansl. Zur Zeit des Ersten Weltkriegs war die mit Lippe-Detmold beginnende Fassung besonders populär.
Die Melodie erscheint wohl erstmals 1883 in zwei Liederbüchern. Johann Lewalter nahm 1892 irrig die Erstveröffentlichung der Melodie für sich in Anspruch, aufgezeichnet mit der Textfassung O Straßburg, eine wünderschöne Stadt und der Herkunftsangabe „aus Kassel“. Sie weist Ähnlichkeiten mit dem Kaplied (1787) von Christian Friedrich Daniel Schubart auf, das nach dem Zeugnis des Dichters Friedrich von Matthisson in allen „Volksklassen“ gesungen wurde. Es stellt möglicherweise das Vorbild des Liedes dar.

## Inhalt
Der Text handelt von einem einzigen Soldaten in der „wunderschönen“ „großen Stadt“ „Lippe-Detmold“, der in den Krieg ziehen muss und dort vom ersten Schuss verletzt, vom zweiten Schuss getötet wird, vorher aber seinen Kameraden um einen Brief an seine Braut bittet. Den Schluss bildet die Klage des Generals, nicht mehr Krieg führen zu können, weil sein einziger Soldat tot sei. Das wird mit Alltagsausdrücken ohne strenges Versmaß und ohne Reime in komischem Gegensatz zum blutig-traurigen Geschehen beschrieben. Das Lied kann auch als Parodie auf die militärische Potenz deutscher Duodezfürstentümer aufgefasst werden.
Lippe-Detmold ist eine historische Bezeichnung für das Fürstentum Lippe und dessen Herrscherdynastie im Unterschied zu anderen Zweigen des Hauses Lippe; als Bezeichnung für die Residenzstadt Detmold ist der Ausdruck eine ironische Kapriole.

## Text
Lippe-Detmold, eine wunderschöne Stadt,

darinnen ein Soldat,

und der muß marschieren in den Krieg,

wo die Kanonen stehn.

Und als er in die große Stadt ’neinkam,

wohl vor des Hauptmanns Haus,

der Hauptmann schaut zum Fenster raus:

„Mein Sohn, bist du schon da?“

„Na, dann geh mal gleich zu deinem Feldwebel hin

und zieh den Blaurock an!

Denn du mußt marschieren in den Krieg,

wo die Kanonen stehn.“

Und als er in die große Schlacht rein kam,

da fiel der erste Schuß. (Bum! Bum!)

Ei, da liegt er nun und schreit so sehr,

weil er getroffen ist.

Ach Kamerad, lieber Kamerad mein,

schreibe du einen Schreibebrief,

schreibe du einen Brief an meine Braut,

daß ich getroffen bin.

Kaum als er diese Worte ausgesprochen hatte,

da fiel der zweite Schuß. (Bum! Bum!)

Ei da liegt er nun und schreit nicht mehr,

weil er erschossen ist.

Und als das der General erfuhr,

da rauft er sich den Bart:

„Womit soll ich führen meinen Krieg,

denn mein Soldat ist tot!“